# Waret-l'Évêque
Pour les articles homonymes, voir Waret et L'Évêque.
Waret-l'Évêque (en wallon Waeret-l'-Eveke) est une section de la commune belge de Héron, située en Région wallonne dans la province de Liège. C'était une commune à part entière avant la fusion des communes de 1977.
Le village abrite dans ses prés la source de la Burdinale, affluent de la Mehaigne.
Waret-l'Évêque conserve également plusieurs potales anciennes, ainsi qu'un puits quadrangulaire du 19e, dans la rue du Berger.

## Étymologie
L'élément Waret- est issu de la forme dialectale des langues d'oïl septentrionales (conservation du W- d'origine germanique), équivalent de l'ancien français guarait, relative à une zone de guérets « terres non utilisées pour l'agriculture ».
Waret-L'Évêque désignait, dès 1358, des terres du waret appartenant au prince-évêque de Liège.
Homonymie avec Guéret (France, Creuse, Waractus /-um 669; de Garait vers 1140)

## Démographie
- Sources:INS, Rem:1831 jusqu'en 1970=recensements, 1976= nombre d'habitants au 31 décembre